# Episodi di Suits (sesta stagione)
La sesta stagione della serie televisiva Suits, composta da 16 episodi, è stata trasmessa in prima visione assoluta negli Stati Uniti d'America dal canale via cavo USA Network dal 13 luglio 2016 al 1º marzo 2017.
In Italia è stata trasmessa in prima visione da Premium Stories, canale a pagamento della piattaforma Mediaset Premium, dal 30 maggio al 18 luglio 2017.
| nº | Titolo originale        | Titolo italiano      | Prima TV USA      | Prima TV Italia |
| -- | ----------------------- | -------------------- | ----------------- | --------------- |
| 1  | To Trouble              | Ai guai              | 13 luglio 2016    | 30 maggio 2017  |
| 2  | Accounts Payable        | Debiti               | 20 luglio 2016    | 30 maggio 2017  |
| 3  | Back on the Map         | Di nuovo sulla mappa | 27 luglio 2016    | 6 giugno 2017   |
| 4  | Turn                    | La svolta            | 3 agosto 2016     | 6 giugno 2017   |
| 5  | Trust                   | Fiducia              | 10 agosto 2016    | 13 giugno 2017  |
| 6  | Spain                   | Spagna               | 17 agosto 2016    | 13 giugno 2017  |
| 7  | Shake the Trees         | Scuotere le fronde   | 24 agosto 2016    | 20 giugno 2017  |
| 8  | Borrowed Time           | Tempo in prestito    | 31 agosto 2016    | 20 giugno 2017  |
| 9  | The Hand That Feeds You | La mano che ti nutre | 7 settembre 2016  | 27 giugno 2017  |
| 10 | P.S.L.                  | Pearson Specter Litt | 14 settembre 2016 | 27 giugno 2017  |
| 11 | She's Gone              | Lei è andata via     | 25 gennaio 2017   | 4 luglio 2017   |
| 12 | The Painting            | Il quadro            | 1º febbraio 2017  | 4 luglio 2017   |
| 13 | Teeth, Nose, Teeth      | Denti, naso, denti   | 8 febbraio 2017   | 11 luglio 2017  |
| 14 | Admission of Guilt      | Ammissione di colpa  | 15 febbraio 2017  | 11 luglio 2017  |
| 15 | Quid Pro Quo            | Do ut des            | 22 febbraio 2017  | 18 luglio 2017  |
| 16 | Character and Fitness   | Carattere e idoneità | 1º marzo 2017     | 18 luglio 2017  |

## Ai guai
- Titolo originale: To Trouble
- Diretto da: Silver Tree
- Scritto da: Aaron Korsh

### Trama
Mentre Mike viene scortato in cella e capisce di non essere nella trama di un film poliziesco, i pochi rimasti della Pearson-Specter-Litt decidono le sorti dello studio legale: citati per 100 milioni di dollari in un'azione collettiva action per le cause a cui Mike aveva partecipato, provano a comprare 2 ore di tempo extra dal fattorino in modo da notificare una violazione del contratto ai soci disertori. Una lite porterà Harvey a essere sul punto di abbandonare tutto ma l'intervento di Donna riuscirà a fargli cambiare idea. Jessica suggerisce allora di riappacificarsi con un "caffè" a base di marijuana ed i tre soci si confidano apertamente per la prima volta e capiscono che con le finanze personali possono autofinanziarsi per qualche tempo. Benjamin, il tecnico informatico, nel tentativo di mandare le notifiche elettroniche, capisce che i server sono stati violati e che i soci puntano a riprendersi i soldi investiti: a Louis allora viene in mente di utilizzare i soldi dei soci per patteggiare l'azione collettiva e salvare lo studio.
Nel frattempo Mike conosce il compagno di cella, Frank Gallo, che gli rivela di essere stato condannato a 7 anni per insider trading ma che aveva iniziato solo per poter pagare il college ai figli e instaurando così un rapporto di fiducia con Mike; questi racconta a Gallo tutta la sua storia e si fa persuadere a contattare con un SMS Rachel, per rassicurarla riguardo alla sua condizione. Durante la notte però Gallo si alza dal letto e comunica a Mike che il suo vero compagno di cella sta per arrivare e che lui ha agito così per raccogliere quante più informazioni su Mike, pupillo di Harvey, il quale ha fatto condannare Gallo a 13 anni di carcere.

## Debiti
- Titolo originale: Accounts Payable
- Diretto da: Michael Smith
- Scritto da: Ethan Drogin

### Trama
Frank Gallo non perde occasione di innervosire Mike, che comincia una lite e a cui vengono tolte le visite per 2 settimane. Rachel riesce a farsi inserire nella lista delle visite grazie a Donna ma in carcere viene respinta e capisce che c'è qualcosa che non va ed invita Harvey a controllare. Harvey incontra Mike poiché suo avvocato, gli racconta che Frank è in carcere per associazione a delinquere e gli promette che non interverrà, se Mike è quel che vuole; tuttavia Frank riesce a parlare con Harvey minacciando Mike e quindi Harvey decide di coinvolgere il procuratore federale Sean Cahill in modo da far cambiare carcere a Frank senza che questi lo venga a sapere.
Kevin Miller, il vero compagno di cella di Mike, è una persona tranquilla: si era scambiato con Frank solo per non finire nei guai e ha voglia di riappacificarsi con Mike, che però lo rifiuta. Mike riuscirà a perdonarlo solo quando Kevin sventerà l'accoltellamento di Mike da parte di Frank richiamando una guardia.
Allo studio legale i tre soci riescono a far accettare all'avvocato della controparte un patteggiamento da 10 milioni, ovvero il totale delle loro finanze derivate dai fondi versati dai soci. A complicare le cose interviene Jack Soloff che, poiché a corto di liquidità, non riesce a pagare la quota a Robert Zane, suo nuovo datore di lavoro: la richiesta di restituzione a Jessica non va a buon fine e quindi decide di rivolgersi a Elliot Stemple, vecchio nemico di Harvey, per mandare a monte il patteggiamento. Stemple riesce nell'intento e decide che lascerà perdere, abbandonando quindi Soloff al suo destino, solo in cambio di un pagamento: ciò che sceglie, ed ottiene, come pagamento è il quadro con la papera da cui Harvey non si separa mai, in quanto unico ricordo felice di sua madre. L'episodio si conclude con Jessica che decide di prestare indirettamente dei soldi a Soloff, senza commettere reati o essere costretta a fare la stessa cosa per tutti i soci, dichiarando che preferisce avere degli amici anziché dei nemici.

## Di nuovo sulla mappa
- Titolo originale: Back on the Map
- Diretto da: Cherie Nowlan
- Scritto da: Rick Muirragui

### Trama
Jessica e Louis iniziano i colloqui per cercare un nuovo locatario, ma Louis rifiuta tutti i candidati, ritenendo che nessuno sia all'altezza dello studio.
Mike continua ad aver problemi con Frank Gallo così il consulente di prigione, Julius, gli propone di denunciarlo. Ma il ragazzo verrà dissuaso da Kevin, il suo compagno di cella: chi ha provato a sporgere denuncia in passato, ha pagato a caro prezzo questa scelta.
Rachel ha problemi all'università: durante una simulazione, una collega la umilia a causa della condanna di Mike. Tuttavia la ragazza, consigliata da Jessica, troverà il modo di farsi porgere pubblicamente delle scuse, ottenendo così il rispetto dei colleghi.
I nuovi locatari scelti da Louis gli danno del filo da torcere, ma il loro capo aiuterà Harvey a stringere un importante accordo con un cliente; lo studio può quindi ricominciare la propria scalata.
Sean Cahill comunica a Harvey che Frank Gallo è un informatore governativo, pertanto è intoccabile. Mike, dopo essere stato avvisato da Harvey, propone un accordo a Frank Gallo: lo lascerà in pace in cambio della libertà anticipata, poiché esiste un cavillo che potrebbe farlo uscire in 6 settimane invece che fargli scontare la restante pena di 2 anni e 5 mesi. Alla fine, Sean Cahill fa a Harvey un'importante proposta: potrà far uscire di prigione Mike in breve tempo se quest'ultimo farà parlare un detenuto circa un crimine commesso: questo detenuto è Kevin Miller, compagno di cella di Mike, nonché suo unico alleato in prigione.

## La svolta
- Titolo originale: Turn
- Diretto da: Christopher Misiano
- Scritto da: Daniel Arkin

### Trama
Mike rifiuta l'offerta propostagli da Harvey: non tradirà l'unico amico che ha trovato in carcere. Per dissuaderlo, Harvey organizza un piano con l'aiuto di Cahill. Dopo aver fatto avvelenare il cibo di Mike, facendo ricadere la colpa su Gallo, lo porta fuori di prigione per 6 ore (quelle concesse dal direttore, loro complice). 
Ma invece che portare Mike da Cahill, come d'accordi, lo farà incontrare con Rachel, l'unica secondo lui in grado di fargli cambiare idea. Il piano riesce: Mike accetta l'accordo.
Anche Jessica inizia ad avere qualche problema con il nuovo capo dei broker. Alla fine riesce a incastrarlo con un affare, tenendolo così in pugno.
Rachel sta lavorando sul caso dell'uomo condannato a morte, decidendo di provare a scagionarlo.
Louis si innamora di un affascinante architetto.

## Fiducia
- Titolo originale: Trust
- Diretto da: Kate Dennis
- Scritto da: Kyle Long

### Trama
Louis e Donna lavorano insieme per trovargli una casa negli Hamptons per coprire la sua bugia a Tara. Il professore di Rachel la informa che il caso del Progetto Innocence che ha scelto non soddisfa i suoi requisiti per affrontarlo. Rachel non prende bene la notizia e cerca di ottenere il sostegno di Jessica, convincendola che il caso pro bono sarà buono per la reputazione lacerata di Pearson Specter Litt. Mike dice al direttore della prigione il piano di Harvey per farlo uscire di prigione presto e viene avvertito dei pericoli della raccolta di prove. Mike affronta anche Kevin per convincerlo a rivelare perché è in prigione. Kevin gli racconta di un incidente di guida ubriaco che ha seguito una discussione con la moglie, ma non rivela l'argomento della discussione.

## Spagna
- Titolo originale: Spain
- Diretto da: Silver Tree
- Scritto da: Genevieve Sparling

### Trama
Mike ha un incubo che Kevin abbia ucciso Rachel in un incidente d'auto. È sollevato che il sogno non sia vero, ma a causa della morte dei suoi genitori, non è a suo agio nel sapere che Kevin ha fatto qualcosa di simile. Continua a vedere il consigliere Julius Rowe, ma Rowe non è contento della mentalità di Mike verso la sua prigionia. Louis e Donna organizzano un tour della casa con Tara, ma la loro bugia viene scoperta. Tuttavia, quando Louis ammette di aver fatto così tanto per trascorrere del tempo con lei, non per truffarla, lei è impressionata e accetta una appuntamento. In aula, Harvey ha preso il caso di Sutter, con Cahill che accusa Sutter per insider trading. Harvey organizza una finta deposizione e Kevin discute con Sutter. Quando Mike persegue l'argomento, Kevin rivela che ha sviluppato un algoritmo di programma di trading, ma Sutter non l'ha mai usato se non come copertura. La moglie di Kevin, la figlia di Sutter, sapeva cosa stava succedendo, e lui non vuole coinvolgerla. Sul caso Innocence Project, Rachel deve dire al suo cliente Leonard Bailey che la sua data di esecuzione è stata fissata.

## Scuotere le fronde
- Titolo originale: Shake the Trees
- Diretto da: Anton Cropper
- Scritto da: Rick Muirragui e Sandra Silverstein

### Trama
Rachel e Jessica chiedono il rinvio dell'esecuzione nel loro caso, per poter individuare il testimone (scomparso) che validerebbe l'alibi di Leonard. Viene concessa loro una settimana, e Rachel chiede l'aiuto di suo padre, ma il testimone viene ritrovato morto, lasciandole senza opzioni. Tara decide di confessare a Louis, durante il loro appuntamento a cena, di avere una relazione a distanza, ma che le permette di vedere altre persone, lasciando di stucco Louis, che non sa come rispondere. Harvey non riesce a trovare un colpevole tra i dipendenti di Sutter, ma Louis, con l'aiuto del database finanziario di Stu, individua il banchiere, fattore comune nelle operazioni privilegiate di Sutter. Proprio quando il caso sembra solido, il banchiere conclude un accordo con la SEC. Nonostante Cahill accetta di onorare l'accordo con Mike e includere anche la moglie di Kevin, i suoi superiori alla SEC si ritirano dall'accordo all'ultimo secondo.

## Tempo in prestito
- Titolo originale: Borrowed Time
- Diretto da: Gabriel Macht
- Scritto da: Sharyn Rothstein

### Trama
Jessica chiede alla zia inferma di Leonard, che lo ha cresciuto, di dire che ora non è in grado di viaggiare per partecipare, al fine di ritardare l'esecuzione del nipote: Rachel ottiene l'affidavit, ma la donna è convinta della colpevolezza di Leonard, e il successivo rifiuto di partecipare lo devastano. Jessica incontra casualmente Jeff Malone e si rivela interessata a rilanciare la loro relazione, ma Jeff si sta trasferendo a Chicago, e sa che Jessica non può rinunciare allo studio per seguirlo. Louis decide di avere un altro appuntamento con Tara, confessandole che non è in grado di condividerla con un altro uomo. I due sono sempre più intimi, ma quando il fidanzato di Tara decide di farle visita, nessuno dei due sa cosa fare. Harvey depone il banchiere di Sutter e stabilisce che aveva a che fare solo con la moglie di Kevin, Jill, e non può coinvolgere direttamente Sutter. A questo punto, Cahill incrimina Jill, e quando Sutter si rifiuta di fare un accordo per tenerla fuori di prigione, Kevin e Jill accettano di denunciare Sutter in cambio dell'immunità e del rilascio di Mike. Harvey spiega a Sutter che sia lui sia Kevin erano suoi clienti, e ora è libero di soppesare i loro interessi in competizione, per negoziare il miglior accordo possibile. Rachel riceve la notizia proprio mentre scopre un modo per riaprire il caso di Leonard.

## La mano che ti nutre
- Titolo originale: The Hand That Feeds You
- Diretto da: Roger Kumble
- Scritto da: Daniel Arkin

### Trama
Mike scopre che Cahill, oltre ai proventi dell'inside trading, sta sequestrando anche i beni di Jill e Kevin, e decide di minacciare Cahill di una causa per abuso di potere, per il bene di Kevin, ma mette a repentaglio solo il suo accordo. Quando Harvey mantiene la promessa di ottenere la libertà condizionale per Gallo, Cameron Dennis interviene, e usa la testimonianza di Mike sull'estorsione e le minacce di Gallo per ottenere il rilascio di Kevin come ricompensa. Mike, infatti, ha ritardato di un giorno il suo rilascio per filmare Gallo che lo minacciava e lo attaccava nella sua cella. Donna aiuta Louis a sopportare la relazione aperta di Tara, che però confessa a Louis di aver rifiutato la proposta del suo ragazzo per continuare a uscire con Louis. Nel frattempo, Rachel chiede all'avvocato d'ufficio di Leonard di testimoniare di aver sentito parlare del suo alibi, sostenendo che, poiché il testimone è morto, non si tratta di un sentito dire. Il giudice accetta di riaprire il caso per motivi di rappresentanza inadeguata, e il procuratore distrettuale offre a Bailey un accordo per farlo rilasciare dopo altri sette anni di prigione. Jessica gli consiglia di accettare, ma lui decide di lottare per il completo esonero. Insieme, Harvey e Rachel incontrano Mike mentre viene rilasciato.

## Pearson Specter Litt
- Titolo originale: P.S.L.
- Diretto da: Kevin Bray
- Scritto da: Aaron Korsch e Genevieve Sparling

### Trama
Harvey offre a Mike una posizione presso l'azienda come consulente, con lo stesso stipendio che guadagnava come socio junior. Grazie all'avvertimento di Robert Zane, Harvey scopre che il consiglio di amministrazione di Jim Reynolds sta cercando di rimuoverlo a causa delle voci secondo cui Harvey ha venduto Sutter per far rilasciare Mike. Decide di attaccare direttamente Sutter, pensando che sia lui la fonte delle voci, minacciandolo per fargli ritrattare le sue dichiarazioni. Con l'aiuto di Mike, Rachel e Jessica riescono a scagionare Leonard Bailey. Durante il processo, Jessica ricorda che i suoi genitori si separarono a causa del lavoro di suo padre, e ricorda anche la rabbia che l'uomo mostrò quando Jessica decise di andare a Harvard piuttosto che diventare un medico. Robert Zane si rivolge a Jessica con un'offerta per fondere le loro aziende. Tara, intanto, confessa a Louis di essere incinta del suo ex fidanzato. Stu avvisa che la sua azienda si sta trasferendo, e lascia nuovamente l'ufficio vuoto. Sebbene Harvey e Louis vogliano festeggiare il mantenimento di Reynolds, Jessica riconosce che nessuno dei due ha messo l'azienda al primo posto. Dopo aver chiesto a Jeff Malone se può seguirlo a Chicago, avvisa i due che se ne andrà.

## Lei è andata via
- Titolo originale: She's Gone
- Diretto da: Patrick J. Adams
- Scritto da: Aaron Korsch e Rick Muirragui

### Trama
Robert Zane offre alla figlia una posizione da associata, ma lei sostiene Harvey e Louis nonostante le serie preoccupazioni riguardo alla valutazione della condotta etica richieste per poter essere ammessi all'Ordine. La gestione di Louis e Harvey, infatti, inizia bene, ma la ripetuta offerta di fusione di Zane spinge Louis a prendere misure drastiche per dimostrare la sua capacità di leadership. Mike rifiuta il lavoro da consulente di Harvey, ma, quando a ogni domanda di lavoro che compila gli si viene chiesto se è davvero un criminale condannato, dubita delle sue possibilità di trovare qualcosa. Sebbene padre Walker gli offra un posto da insegnante supplente, quando i genitori degli studenti vengono a sapere della sua fedina penale, Mike perde anche quell'opportunità. Louis, con l'aiuto di Gretchen e Katrina, litiga con Zane cercando di rubare soci e clienti, ma Katrina lo convince che sta andando troppo oltre contro qualcuno che, invece, sta cercando di aiutare. Harvey chiede ad Anita Gibbs di dare a Mike una buona recensione se tornasse a esercitare legge, guadagnandosi il disgusto della donna e la rabbia di Mike. Harvey, così, se la prende con Louis, dimostrando che nessuno dei due è pronto per essere socio amministratore. Gretchen convince Louis a fare a Rachel un'offerta di lavoro formale, e Donna dice a Harvey che, con la sua famiglia aziendale che sta andando in pezzi, ha bisogno di riconnettersi con la sua vera famiglia.

## Il quadro
- Titolo originale: The Painting
- Diretto da: Gregor Jordan
- Scritto da: Sharyn Rothstein e Sandra Silverstein

### Trama
In un flashback, Harvey torna indietro di sette anni, al funerale di suo padre, l'ultima volta che ha parlato con la sua famiglia. La presenza di Bobby, l'uomo con il quale sua madre tradiva suo padre, fece sì che Harvey rifiutasse completamente la sua famiglia. Ora, decide di riconnettersi con la famiglia di suo fratello, ma continua a non capire il perché sua madre lo incolpi per essersene andato, mentre suo fratello e Bobby gli ricordano che non è stato lì per aiutare e mantenere la sua famiglia. Harvey e sua madre si scusano a vicenda, e lei gli regala un dipinto per sostituire quello che ha perso a causa di Stemple. Nel frattempo, a Mike viene improvvisamente offerto un lavoro in una clinica legale che riconosce il suo talento e apprezza la sua onestà, con il ruolo di gestione del personale. Di fronte alle ostilità, Mike dice loro la verità per dimostrare che non sta "sbassando", perché non avrebbe potuto hackerare nel diritto societario. Aiuta una studentessa di giurisprudenza, Marissa, con un caso di alloggio, nonostante la frustrazione di non essere in grado di rappresentare lui stesso il cliente, anzi, usa i suoi stessi soldi per comprargli tempo. Nel frattempo, Louis e Harvey accettano di diventare soci amministratori ad interim, ma decidono di lasciare il nome dell'azienda "Pearson Specter Litt".

## Denti, naso, denti
- Titolo originale: Teeth, Nose, Teeth
- Diretto da: Silver Tree
- Scritto da: Kyle Long

### Trama
Rachel e Mike iniziano a pianificare il loro matrimonio, mentre Louis cerca di far fronte alla presenza dell'ex di Tara nella vita del loro bambino. Rachel legge una lettera che afferma come la ragazza sia già stata respinta dall'Ordine degli Avvocati per motivi etici. Quando Harvey va a sistemare le cose, un membro del consiglio etico, Craig Seidel, insinua che negherà Rachel a meno che Harvey non faccia causa al suo concorrente in affari Velocity. Louis ottiene a Harvey la leva per garantire sia a Mike che a Rachel il supporto all'Ordine. Il caso dell'alloggio presso la clinica legale si intensifica, ma i membri del team di Mike, Marissa e Oliver, sembrano troppo inesperti per gestirlo. Con Marissa fuori città, Oliver congelato in tribunale e con il divieto di agire come avvocato e con un capo stanco di fare gli straordinari, Mike sente di non poter aiutare nessuno nella sua attuale posizione. Quando il giudice archivia il caso, Mike decide di accettare il piano di Harvey. In ufficio, il tecnico Benjamin mostra a Donna un dispositivo che imita le sue battute intelligenti e propone una partner commerciale, ma lei si rende conto che il suo cuore fa parte di lei tanto quanto il suo ingegno, e lo rifiuta.

## Ammissione di colpa
- Titolo originale: Admission of Guilt
- Diretto da: Michael Smith
- Scritto da: Ethan Drogin

### Trama
Mike usa la clinica legale per perseguire Velocity e Data Solutions, mentre Harvey chiede a Seidel di programmare un'udienza per Mike davanti al comitato etico il prima possibile. Quando Mike deve coinvolgere la Pearson Specter Litt nel caso, Oliver inizia a lavorare con i nuovi soci dell'azienda, ma altri sono sospettosi delle motivazioni di Mike, e Oliver esorta il ragazzo a dire la verità a Nate, il loro capo alla clinica. Harvey scopre che Seidel rischia di più nella causa Velocity rispetto a quanto ha rivelato, e si rifiuta di accettare le sue richieste. Mentre aiuta Mike, Harvey trascura Louis nei rapporti con i clienti dell'azienda, quindi Louis decide di portare con sè Rachel e Katrina. Il caso va male, e lo studio perde un grosso cliente a causa dell'assenza di Harvey, ma Katrina e Rachel diventano amiche. Donna continua a sperimentare il progetto di Benjamin, ma trova difficoltà nello spiegargli l'empatia.

## Do ut des
- Titolo originale: Quid Pro Quo
- Diretto da: Maurice Marable
- Scritto da: Aaron Korsh e Daniel Arkin

### Trama
Donna porta il progetto di Benjamin a Stu prima di fare acquisti da altri imprenditori. Mike si ritira dall'accordo con Seidel per assicurarsi che i suoi clienti vengano pagati, ma con Velocity che fa pressione, la Pearson Specter Litt si ritira dalla causa, lasciando Mike senza leva. Rachel e Harvey sfruttano la situazione di Seidel per trovare una nuova opportunità, ma Mike non vuole avere niente a che fare con i metodi tutt'altro che legali di Harvey. Attraverso Rachel, Mike si rende conto che non può rinunciare a essere un avvocato, quindi lui e Harvey usano le prove dello spionaggio aziendale per costringere l'amministratore delegato di Velocity a un'offerta di transazione e riaprire l'affare per portare Mike davanti all'Ordine. Quando Donna e Benjamin incontrano gli investitori, scoprono che rispettano solo il nome di Harvey, non il loro, quindi Donna decide di accettare l'offerta di Stu, ritenendola più equa. Su suggerimento di Rachel, che lo convince del fatto che è meglio che Tara lo scopra subito, Louis si preoccupa di dire a Tara che conosceva il segreto di Mike, e che lo ha usato per ottenere la nomina di partner, ma la ragazza si arrabbia, e dopo una discussione se ne va.

## Carattere e idoneità
- Titolo originale: Character and Fitness
- Diretto da: Roger Kumble
- Scritto da: Genevieve Sparling

### Trama
Tara mette in dubbio il suo futuro con Louis, sapendo che ha sfogato la sua rabbia su di lei. Mike, alla clinica, dà a Nate la sua parte dell'accordo, appianando la sua richiesta di giorni di ferie, ma rinnovando la sfiducia di Oliver nelle sue intenzioni. Quando Mike parla chiaro, Nate decide di licenziarlo a causa dei suoi loschi affari, ma Oliver lo difende. Mike confessa a Harvey che non vuole ancora lavorare alla Pearson Specter Litt quando diventerà un avvocato, ma la discussione viene interrotta quando Anita Gibbs prende posto nel consiglio per l'udienza di Mike. Donna porta a Louis una negoziazione di brevetti che si trasforma, però, in una causa contro la nuova attività di Donna, che confida a Harvey che ciò che vuole di più non sono i soldi, ma non sa ancora cosa. Mike arruola Julius, il suo consigliere carcerario, per parlare come testimone, mentre Harvey cerca di far rimuovere Anita Gibbs, che invece offre l'approvazione di cui Mike ha bisogno al prezzo di vedere Harvey radiato. Tuttavia, Mike non si fida della donna, e accetta il suo destino. Jessica appare all'udienza, e ricorda alla Gibbs una volta in cui ha mostrato pietà. Mike, alla fine, viene accettato, mentre Jessica viene radiata dall'Albo in quanto era l'unica che sapeva della frode di Mike. Tara decide di rompere con Louis, mentre Mike accetta di lavorare nuovamente per Harvey solo in cambio di alcune condizioni: in primo luogo, ottiene il finanziamento della clinica per due anni, ottiene anche la modifica della "regola di Harvard" che bloccava lo studio dall'assumere solo studenti laureati a Harvard come associati e ottenendo anche l'ufficio di Harvey, che a sua volta rileva quello di Jessica Pearson.